# Río Negro (Venezuela)
Río Negro is een gemeente (Spaans: Municipio Autónomo) in de Venezolaanse staat Amazonas. De gemeente telt 2900 inwoners. De hoofdplaats is San Carlos de Río Negro.
In de gemeente ligt de berg Piedra del Cocuy.